# Masterplan
A Masterplan egy német heavy metal, hard rock zenekar, ami 2001-ben jött létre.

## Története
2001-ben a power metal egyik legjelentősebb zenekarának számító Helloween-ből távozott Roland Grapow gitáros és Uli Kusch dobos, akik Hamburgban összefogtak Jan S. Eckert basszusgitárossal, valamint Janne Warmen szintetizátorossal, és felkérték az ismert norvég énekest, Jørn Lande-t, hogy legyen új formációjuk, a Masterplan frontembere. Első kiadványuk egy EP formájában 2002-ben jelent meg (Enlighten Me), majd a következő év elején az AFM Records lemezkiadó jelentette meg első nagylemezüket.
A zenekar 2003-ban Európa-szerte bemutatta első nagylemezét, ennek során hazánkban a Petőfi Csarnokban is felléptek. Majd a Gamma Ray kíséretében Dél-Amerikában turnéztak. Mivel azonban az album szintetizátor-futamait rögzítő Janne "Warman" Wirman a Children of Bodom mellett nem tudott időt szakítani az intenzív turnézásra, így helyére Axel Mackenrott került az együttesbe. A széles körű promóció olyan sikeresnek bizonyult, hogy 2004 januárjában a franciaországi Cannes városában a zenekar vehette át az Európai Bizottság első lemezes előadóknak járó "European Border Breakers Award" díjat.
Második nagylemezüket egy újabb EP előzte meg ('Back For My Life'), majd a hamburgi Crazy Cat stúdióban 2004-ben rögzítették az 'Aeronautics' albumot. Ennek turnéja ismét hosszúra nyúlt, ezúttal Rob Rock, illetve a Circle II Circle társaságában járta az együttes a világot. Azonban 2006-ban előbb az énekes, Jorn Lande, majd nem sokkal később a dobos Uli Kusch is távozott az együttesből, elsősorban "zenei ellentétekre" hivatkozva. Ezek elsősorban Jorn dallamosabb, a hard rock irányába hajló törekvései és a zenekar tagjainak keményebb vonalhoz való ragaszkodása között feszültek. A távozó zenekari tagok helyére a Rage korábbi dobosa, Mike Terrana, míg az énekesi posztra a Riot frontembere, Mike DiMeo érkezett.

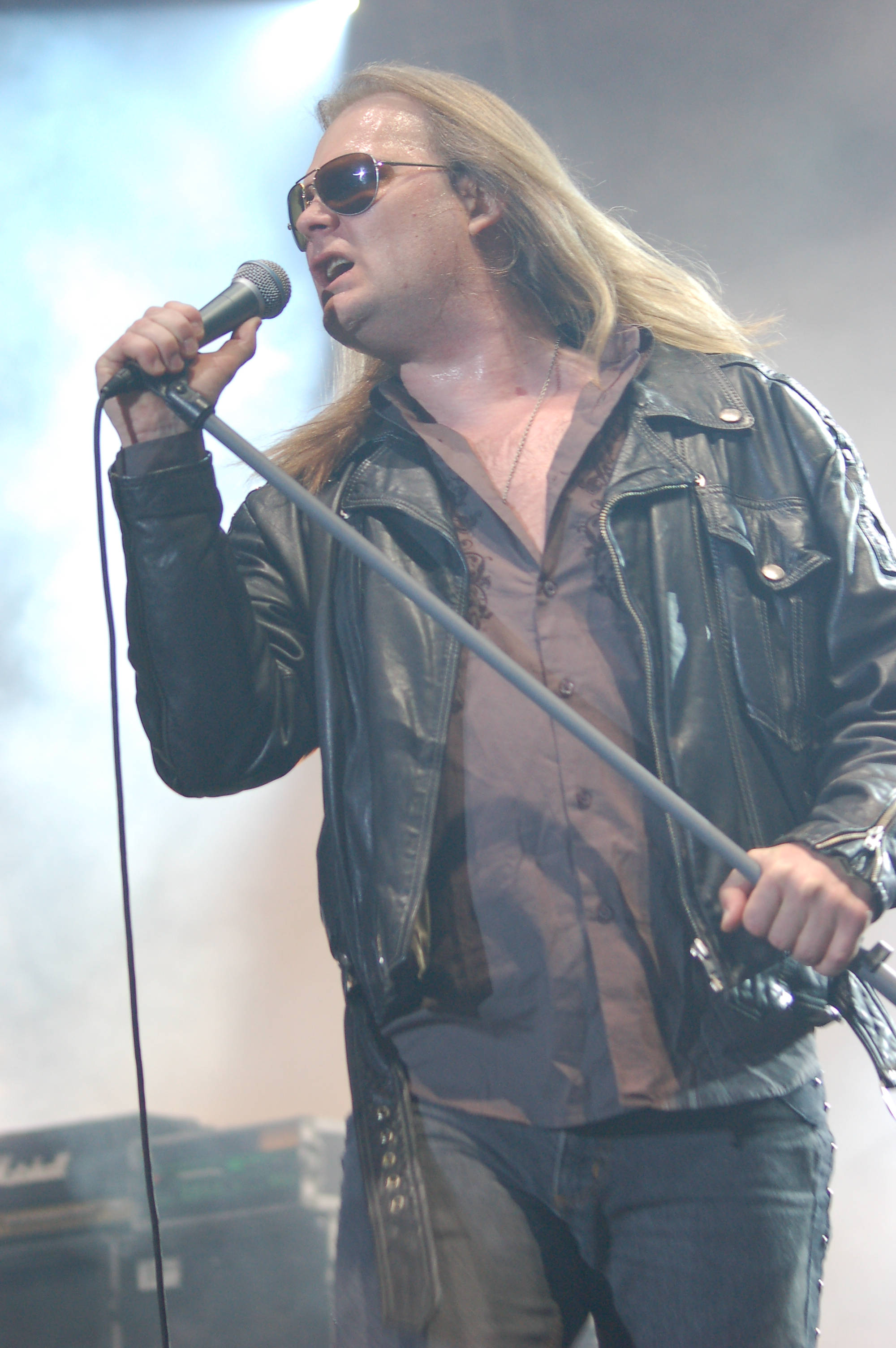
A zenekar egykori énekese, a három stúdióalbumon közreműködő Jørn Lande

2007 elején előbb egy újabb EP-vel, majd harmadik stúdiólemezével jelentkezett, immár új felállásában a zenekar. Az MK II címet viselő lemez turnéját a Saxon elő-zenekaraként abszolválta az együttes, végigjárva Európa jelentősebb koncerthelyszíneit.
Noha ezt követően már 2007 augusztusában bejelentették, hogy újabb nagylemezen dolgoznak, a következő két évben alig lehetett hallani a zenekarról. Azonban 2009. január 12-én a zenekar bejelentette, hogy Mike DiMeo énekes elhagyta a zenekart. Helyét csak 2009 áprilisában sikerült hivatalosan betölteni, amikor bejelentették, hogy visszatér a zenekarba Jorn Lande korábbi énekes. A közös dalszerzés nyomán elkészült új anyagból az első kislemez (Far from the End of the World) 2010 áprilisában jelent meg, majd 2010 május végén napvilágot látott az AFM Records gondozásában a zenekar negyedik nagylemeze, Time to Be King címen.
Ezt követően a zenekar életében ismét egy kisebb szünet következett, mely során Jørn Lande számos saját projektjére és önálló albumaira koncentrált. Mindez a zenekari tagok elidegenedését is magával hozta, aminek következtében a zenekart menedzselő Roland Grapow komoly változásokat indukált a zenekar felállásában. Elmondása szerint a személyes időbeosztásokból fakadó feszültségek akadályozták, hogy a zenekar akár fesztiválokon, akár önálló turné keretében színpadra álljon, így ideje volt egy újrakezdésnek. Elsőként 2012 novemberében Rick Altzi, az At Vance, illetve a Thunderforce korábbi énekese érkezett Lande helyére, majd a ritmus-szekció is teljes egészében lecserélésre került: 2012 végétől az együttesben nem Mike Terrana, hanem Martin "Marthus" Skaroupka (Cradle of Filth) dobolt, valamint Jan S. Eckert helyett Jari Kainulainen (ex-Stratovarius, Symphonia) basszusgitározott. Ezzel egyidejűleg a megújult zenekar új nagylemez felvételébe kezdett: a Novum Initium címre keresztelt album az eredetileg kitűzött 2013. április végi megjelenés helyett végül 2013 júniusában látott napvilágot az AFM Records gondozásában. A fő dalszerző, Grapow elmondása szerint az új lemez dalai "még erőteljesebbek mint eddig, továbbra is nagyívű dallamokat és érzelmeket várhatnak a rajongók, de több zenekari betéttel és természetesen némileg gyorsabb tempóval ... egyszerűen több metalt." Az új tagság egyben ténylegesen új lendületet is adott a zenekarnak, az első kritikai hangok – nemcsak külföldön, de hazánkban is – pozitívan és jó teljesítményként értékelték az alapvetően progresszív power metal stílusjegyeket magán viselő Novum Initium albumot. A lemez turnéja kapcsán a zenekar hazánkat is érinti, az október 18-i koncerten együtt lépnek fel többek között az idén szintén új lemezzel jelentkező Mystic Prophecyvel.

## Tagjai

### Jelenlegi tagok
- Roland Grapow – gitár (2001-napjainkig), basszusgitár, billentyűs hangszerek (2001-2002)
- Axel Mackenrott – billentyűs hangszerek (2003-napjainkig)
- Martin Marthus Skaroupka – dobok (2012-napjainkig)
- Rick Altzi – ének (2012-napjainkig)
- Jari Kainulainen – basszusgitár (2012-napjainkig)

### Korábbi tagok
- Jørn Lande – ének (2001–2006, 2009–2012)
- Jan S. Eckert – basszusgitár, vokál (2003-)
- Mike Terrana – dobok (2006-2012)
- Mike DiMeo – ének (2006-2009)
- Uli Kusch – dobok (2001-2006)

## Diszkográfia

### Albumok
- Masterplan (2003)
- Aeronautics (2005)
- MK II (2007)
- Time to Be King (2010)
- Novum Initium (2013)

### EP-k
- Enlighten Me (2002)
- Back for My Life (2004)
- Lost and Gone (2007)
- Far from the End of the World (2010)